# 아이오와 주립 대학교
아이오와 주립대학교(영어: Iowa State University (ISU) 또는 Iowa State University of Science and Technology)는 미국 아이오와주 에임스에 있는 공립 명문 대학으로, 1858년에 설립되었다. 에이브러햄 링컨 대통령의 승인 하에 1862년 모릴법이 제정되어 코넬, MIT, 미네소타, 일리노이, 위스콘신, 텍사스 A&M 등과 같은 랜드그랜트 대학교(Land-grant university)에 속하게 되었으며, 현재 총 100개 이상의 학사, 112개의 석사, 83개의 박사 프로그램, 약학, 수의학 전문대학원 과정을 제공하는 연구중심 종합대학으로, 빅12 콘퍼런스(Big12 Conference)에 속해 있다.
아이오와 주를 대표하는 플래그십(Flagship) 대학이다. 또한 카네기 고등 교육 기관 분류 (Carnegie Classification of Institutions of Higher Education) 보관됨 2020-06-24 - 웨이백 머신에 따라 미국 내에서 가장 연구 수준이 높은 대학 등급인 "Tier1"(R1) 그룹 멤버이다.
공식 이름인 아이오와 주립 과학 기술 대학교(Iowa State University of Science and Technology)에서 볼 수 있듯이 미국 내 대표적인 이공계 중심 대학 중 하나로서, 핵물리학, 화학, 통계학, 농생명공학, 수의학, 컴퓨터공학 분야에서 강세를 보이며, 보잉, 애플, 텍사스인스트루먼츠 등의 많은 대기업의 CEO 및 임원을 배출하였다. 미국 내에서도 세계 최초의 전자 컴퓨터인 아타나소프-베리 컴퓨터 (ABC)를 개발하고, 맨해튼 프로젝트(Manhattan Project)를 수행한 대학으로 유명하다. 
U.S. 뉴스 & 월드 리포트에 따르면 미국 내 상위 50개 주립대 중 하나로, "Best Undergraduate Engineering Programs"에서 예일대(Yale)와 37위를 기록했다. 같은 조사에서 1위는 메사추세츠 공과대학(MIT), 2위는 스탠포드(Stanford), 43위에는 브라운(Brown)과 노터데임(Notre Dame), 48위에는 다트머스(Dartmouth)가 기록됐다. 또한 비즈니스 인사이더(Business Insider)에서 선정한 "The 50 Best Engineering Schools"에서도 37위를 기록했다.

## 역사
아이오와 주립대학교는 1858년에 설립되었으며, 1862년의 제1차 모릴법(Morrill Land-Grant Colleges Act)에 의해 최초로 미국 연방 정부의 무상 토지 불하의 수혜를 받은 고등 교육 기관이다. 무상 토지 불하 수혜를 받은 해당 교육 기관으로는 코넬대, 메사추세츠 공과대학(MIT), 미네소타, 일리노이, 아이오와, 텍사스 A&M, 위스콘신 등이 있다. 과거 모릴법에 의해 세워졌을 당시에는 "Iowa State College of Agriculture and Mechanic Arts"로 불렸다. 모릴법이 통과된 1862년보다 이전인 1958년, 아이오와주 의회 (Iowa General Assembly 또는 IGA)가 주립 농학 대학과 모델 농장을 세우기 위한 법령을 제정하여, 1859년 6월 21일에 스토리 카운티(Story County)에 "State Agricultural College & Model Farm"이라는 이름으로 이 학교를 세웠다.
1858년 설립 당시부터 남녀공학이었으며, 아이오와 실험 부서(Iowa Experiment Station)는 이 학교의 현저한 특성이었다. 농부들의 교육을 위한 과목들을 포함하여, 기계공학, 토목공학, 전기공학, 광산학 등의 여러 실용적인 과목들을 가르쳤다. 당시 학교 면적은 1175 에이커(476 헥타르)이었으며, 그 중 캠퍼스만의 면적은 120 에이커(49 헥타르)였다. 1914년에는 아이오와 거주자들에게 학비는 무료였으며, 다른 주에서 온 학생들은 매년 50불을 냈다. 교수진은 217명이었으며 학생 수는 3,458명이었다. 1923년에는 교수진은 567명이었고 학생 수는 7,766명이었다. 1914년부터 1923년까지 동안, 여학생 기숙사 4채, 원예 번식관과 온실, 과학관, 병원, 병기 보관소, 동물 축산 연구실, 농업공학관, 양계 연구소, 낙농 감정 전시관, 그리고 양, 말, 돼지, 젖소들을 위한 외양간이 세워졌다. 1924년에는 250,000 권의 책을 소장할 수 있는 도서관, 가정 경제학 빌딩, 그리고 여학생 기숙사가 건축되고 있었다. 당시 학장은 레이먼드 앨런 피어슨(Raymond Allen Pearson)이었다. 

## 캠퍼스

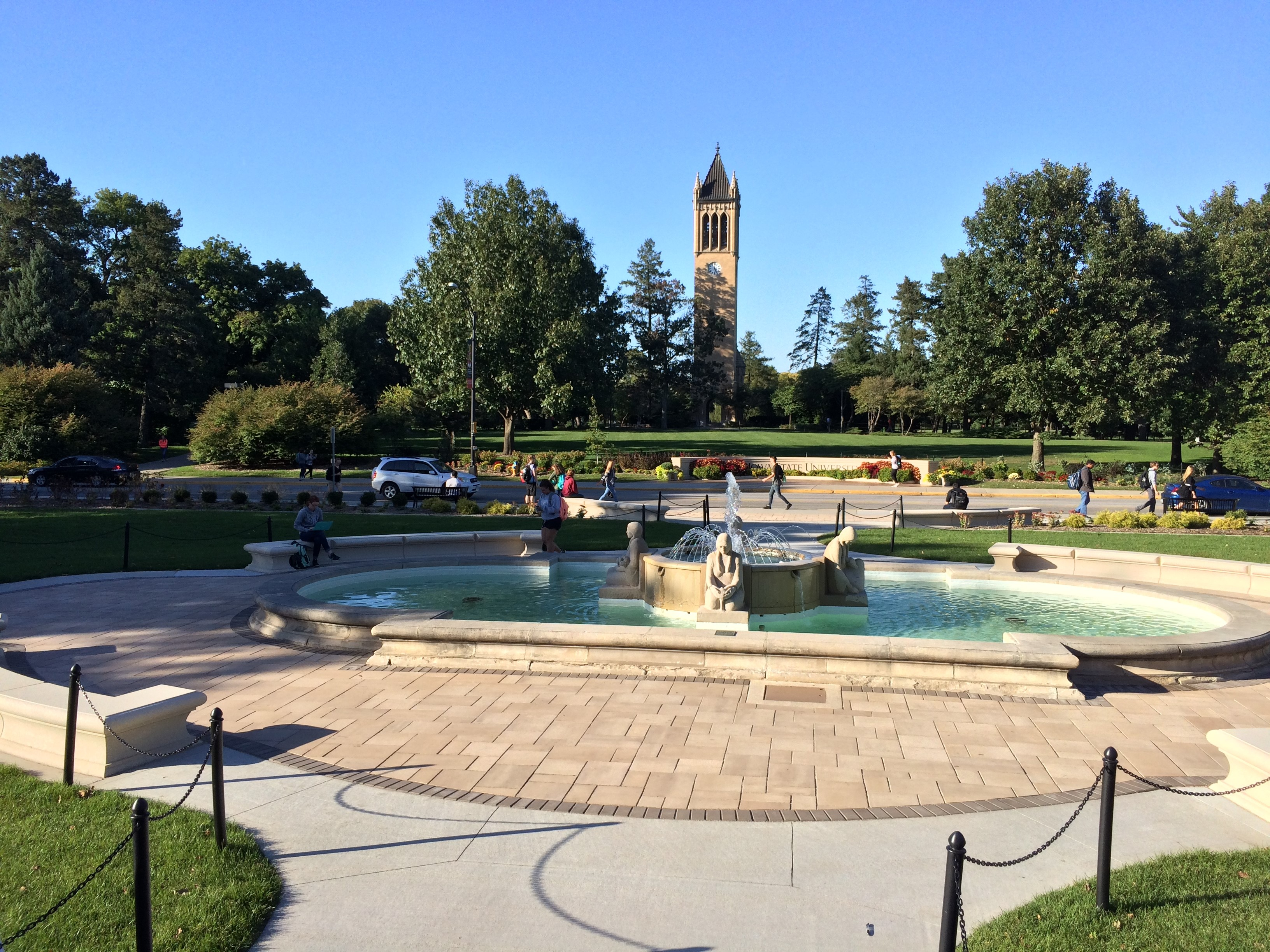

평지 위에 넓게 뻗어 있는 형태의 캠퍼스로 크기는 대략 7.34 km2(1,813에이커)로 상당히 크지만, 현재도 기숙사와 학생들을 위한 각종 편의 시설을 증축하면서 계속해서 확장하고 있는 중이다.  학교의 상징인 시계탑(Campanile)과 클럽하우스, 서점, 레스토랑 등 각종 편의시설이 있는 메모리얼 유니언(Memorial Union), 교내 호수인 라번 호(Lake LaVerne)로 유명하다.  
Thomas Gaines의 저서 ⟨The Campus As a Work of Art⟩에서 미국 내 가장 아름다운 캠퍼스 25곳 중 한 곳으로 조사되었고, BuzzFeed에서 전세계 가장 아름다운 캠퍼스 25곳 중 한 곳(25 Of The Most Beautiful College Campuses In The World)으로 조사된 바 있다.

## 동문
유명한 동문으로는 Steve Bales (아폴로 11호 프로젝트 비행조종사, NASA 항공우주 엔지니어), Clayton Anderson (NASA 우주비행사), Dennis Muilenburg (보잉 CEO 및 회장), John Vincent Atanasoff & Clifford E. Berry (세계 최초 전자컴퓨터 ABC 개발자), Dan Shechtman (노벨 화학상 수상자), Henry A. Wallace (미국 33대 부통령), Robert W. Sennewald (미 육군 4성 장군) 등이 있다.

## 연구
맨해튼 프로젝트와 노벨 화학상 관련 연구소로 유명한 에임스 연구소(Ames Laboratory), ISU Research Park, Biorenewables Research Laboratory 등이 있으며 독일 막스 플랑크 연구소(Max Planck Society)와도 파트너십(Partnership)을 체결하고 있다.

## 참고 문헌
1. ↑  Iowa State University Institutional Research 보관됨 2006-09-02 - 웨이백 머신 Fact Book 2005-2006
2. ↑  (Iowa Agriculture and Home Economics Experiment Station) 보관됨 2006-09-01 - 웨이백 머신 아이오와 실험 부서